# YOSHIとゆかいな仲間達
『YOSHIとゆかいな仲間達』（よしとゆかいななかまたち）は、株式会社CyberZの企画・運営で始まったスマートフォン向けゲームプレイ動画共有サービス内のバラエティ番組。

## 番組概要
司会はマジシャンのYOSHI。アシスタントMCにはmisono。YOSHIの友人の中からゲストを番組に招き、プライベートトークや芸能界の裏話を展開する番組。
コーナーレギュラーには斉藤祥太 、斉藤慶太、まちゅ。
初回ゲストはサンミュージックプロダクションに所属していた頃の先輩でもある、塚本高史。

## 放送時間
OPENREC.tvにて不定期放送（2016年7月まで）
原宿のAbema studioにて隔週水曜日21時〜 FRESH! by AbemaTV

## ゲスト出演者
ゲストは毎回異なっている。
- 第1回 - 塚本高史 - 2015年5月
- 第2回 - 杉山裕之（我が家） - 2015年5月
- 第3回 - 八木将康（劇団EXILE） - 2015年6月
- 第4回 - さがね正裕（X-GUN） - 2015年6月
- 第5回 - オラキオ（弾丸ジャッキー） - 2015年6月
- 第6回 - 高岡奏輔 - 2015年7月
- 第7回 - misono - 2015年7月
- 第8回 - 喜矢武豊（ゴールデンボンバー） - 2015年8月
- 第9回 - ゆしん – 2015年9月
- 第10回 - 斉藤祥太、misono、杉山裕之（我が家） - 2015年10月（幕張メッセにて公開収録）
- 第11回 - 河本準一（次長課長） - 2015年11月
- 第12回 - TEE - 2015年12月
- 第13回 - 斉藤慶太、小石田純一、森公平 - 2016年6月
- 第14回 - misono - 2016年6月
- 第15回 - 326 - 2016年7月
- 第16回 - エハラマサヒロ、ラジバンダリ西井 - 2016年7月
- 第17回 - 木下隆行（TKO） - 2016年8月
- 第18回 - 芹澤"REMI"優真（SPECIAL OTHERS）、じゃい（インスタントジョンソン）、ですよ。、槙尾ユースケ（かもめんたる） - 2016年8月
- 第19回 - 山田親太朗、響 - 2016年10月
- 第20回 - TEE - 2016年10月
- 第21回 - 黒瀬純 - 2016年11月
- 第22回 - 才賀紀左衛門 - 2016年11月
- 第23回 - 広海・深海 - 2016年11月
- 第24回 - MAIKO（ZONE）、小谷幸弘、宮崎真汐、生稲晃子（VTR）、浅利陽介（VTR） - 2016年12月
- 第25回 - 牧田和久（埼玉西武ライオンズ） - 2017年1月
- 第26回 - YOSHI、misono、斉藤祥太、斉藤慶太、まちゅで過去振り返り - 2017年1月
- 第27回 - 藤田裕樹（バンビーノ） - 2017年2月
- 第28回 - 安達有里 - 2017年2月
- 第29回 - 木村祐一 - 2017年3月
- 第30回 - 原幹恵 - 2017年4月
- 第31回 - 杉山裕之（我が家） - 2017年4月
- 第32回 - 脊山麻理子 - 2017年5月
- 第33回 - 若手芸人SP - 2017年5月
- 第34回 - 宮沢セイラ（元乃木坂46 ） - 2017年6月
- 第35回 - 野替愁平（DOBERMAN INFINITY ） - 2017年6月
- 第36回 - インスタントジョンソン - 2017年6月
- 第37回 - エハラマサヒロ - 2017年7月
- 第38回 - 中西智代梨（AKB48 ） - 2017年7月
- 第39回 - 若手芸人SP - 2017年8月
- 第40回 - 花咲いあん - 2017年8月
- 第41回 - 永沢たかし（磁石） - 2017年9月
- 第42回 - 和田貴志（鬼ヶ島） - 2017年9月
- 第43回 - ですよ。 - 2017年10月
- 第44回 - YOSHI - 2017年10月